# Перша спокуса Христа
Перша спокуса Христа (порт. A primeira tentação de Cristo) — бразильська сатирична комедія, зроблена спеціально для вебтелебачення, комедійної трупи Porta dos Fundos. Стрічка вийшла на Netflix 3 грудня 2019 року

## Сюжет
Ісус повертається додому після 40 днів у пустелі, де на нього чекає свято-сюрприз на 30-й день народження. На вечірці Марія та Йосип відкривають Ісусу, що його справжній батько — це Бог. Але разом з Ісусом приходить зухвалий молодик Орландо, який натякає всім, що є бойфрендом Ісуса.

## Реакції
Фільм, зроблений з нагоди Різдва, викликав негативну реакцію певної частини глядачів через сатиричне зображення релігійних персонажів, у тому числі через натяк, що Ісус міг бути геєм, а Богоматір Марія курила марихуану. Деякі звернулися з вимогою усунути фільм з сайту, а також висловилися за бойкоти Netflix через богохульство. Автори фільму натомість стверджують, що причиною протестів є гомофобія.

## Актори та персонажі
| Актор                  | Роль                      |
| ---------------------- | ------------------------- |
| Грегоріо Дувів'єр      | Ісус                      |
| Антоніо Табет          | Вуйко Віторіо (Бог-отець) |
| Фабіо Поршат           | Орландо (Люцифер)         |
| Евелін Кастру          | Діва Марія                |
| Рафаель Португал       | Йосип                     |
| Робсон Нунес           | Бальтазар                 |
| Жуан Вісенте де Кастру | Мельхіор                  |
| Естевам Наботе         | Каспар                    |
| Таті Лопес             | Повія Тельма              |
| Каріна Раміл           | Ду Карму                  |
| Сура Бердичевський     | Тітка Лупіта              |
| Фабіо де Лука          | Лазар                     |
| Жоел Віейра            | Аньялду                   |
| Габріель Тоторо        | Будда                     |
| Педрока Монтейро       | Шива                      |
| Педро Беневідес        | Джа Растафарі             |
| Ноемія Олівейра        | Інопланетянин             |